# Sorø Sogn
Sorø Sogn 
ist eine Kirchspielsgemeinde (dän.: Sogn) in der Stadt Sorø
auf der Insel Sjælland im südlichen Dänemark.
Bis 1970 gehörte sie zur Harde Alsted Herred im damaligen Sorø Amt, danach zur Sorø Kommune im Vestsjællands Amt, die im Zuge der  Kommunalreform zum 1. Januar 2007 in der „neuen“ Sorø Kommune in der Region Sjælland aufgegangen ist.

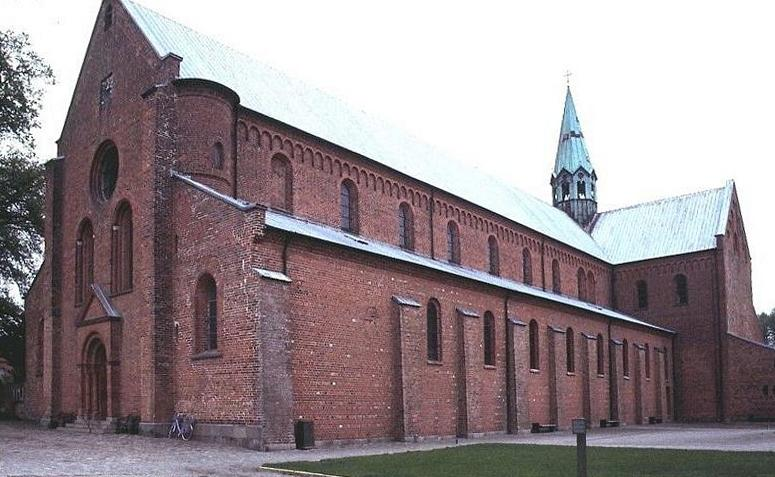
Sorø Klosterkirke

Von den 8271 Einwohnern von Sorø leben 5446 im Kirchspiel Sorø (Stand: 1. Januar 2023).
Im Kirchspiel liegt die Kirche „Sorø Klosterkirke“.
Nachbargemeinden sind im Norden  und im Westen Pedersborg Sogn, im Osten Slaglille Sogn und im Süden Lynge Sogn.